# Seth Ward
Seth Ward è un census-designated place degli Stati Uniti d'America situato nella contea di Hale dello Stato del Texas.
La popolazione era di 2.025 persone al censimento del 2010.

## Geografia fisica
Seth Ward è situata a 34°12′45″N 101°41′46″W (34.212421, -101.696088).
Secondo lo United States Census Bureau, ha un'area totale di 1,6 miglia quadrate (4,1 km²).

## Società

### Evoluzione demografica
Secondo il censimento del 2000, c'erano 1.926 persone, 586 nuclei familiari e 467 famiglie residenti nella città. La densità di popolazione era di 1.198,7 persone per miglio quadrato (461,9/km²). C'erano 693 unità abitative a una densità media di 431,3 per miglio quadrato (166,2/km²). La composizione etnica della città era formata dal 60,02% di bianchi, il 3,63% di afroamericani, l'1,04% di nativi americani, lo 0,05% di asiatici, il 32,76% di altre razze, e il 2,49% di due o più etnie. Ispanici o latinos di qualunque razza erano il 64,07% della popolazione.
C'erano 586 nuclei familiari di cui il 48,8% aveva figli di età inferiore ai 18 anni, il 56,0% aveva coppie sposate conviventi, il 16,0% aveva un capofamiglia femmina senza marito, e il 20,3% erano non-famiglie. Il 16,7% di tutti i nuclei familiari erano individuali e il 6,0% aveva componenti con un'età di 65 anni o più che vivevano da soli. Il numero di componenti medio di un nucleo familiare era di 3,29 e quello di una famiglia era di 3,69.
La popolazione era composta dal 38,0% di persone sotto i 18 anni, il 9,8% di persone dai 18 ai 24 anni, il 27,9% di persone dai 25 ai 44 anni, il 15,4% di persone dai 45 ai 64 anni, e l'8,9% di persone di 65 anni o più. L'età media era di 27 anni. Per ogni 100 femmine c'erano 91,5 maschi. Per ogni 100 femmine dai 18 anni in giù, c'erano 99,0 maschi.
Il reddito medio di un nucleo familiare era di 24.167 dollari, e quello di una famiglia era di 28.000 dollari. I maschi avevano un reddito medio di 22.152 dollari contro i 18.583 dollari delle femmine. Il reddito pro capite era di 9.663 dollari. Circa il 19,2% delle famiglie e il 25,7% della popolazione erano sotto la soglia di povertà, incluso il 28,9% di persone sotto i 18 anni e il 44,5% di persone di 65 anni o più.